# 土岐祥介
土岐 祥介（とき しょうすけ）は、日本の土木工学者。北海道大学名誉教授。元北海道土木技術会会長。元寒地港湾技術研究センター会長。

## 人物・経歴
1958年北海道大学工学部土木工学科卒業。1960年北海道大学大学院工学研究科修了、運輸省入省。1963年北海道大学工学部助教授。1975年北海道大学工学博士。1976年北海道大学工学部教授。1984年土質工学会論文賞受賞。1989年土質工学会功労賞受賞。1995年北海道大学工学部長。北海道工業大学教授を経て、2003年北海道土木技術会会長。2005年寒地港湾技術研究センター会長。2006年北見工業大学監事。平成18年度土木学会北海道支部功労賞受賞。2013年瑞宝中綬章受章。